# Helicobacter pylori
Helicobacter pylori (хеликобактер пилори) е вид грам-негативна бактерия от семейство Helicobacteraceae. Тя колонизира стомаха и дванадесетопръстника и причинява пептична язва, гастрит и дуоденит. Съществуват предположения, че е фактор при заболяване от рак на стомаха.
Тя е единственият микроорганизъм, който може да оцелее във висококиселинната среда на стомаха. Инфекцията най-вероятно се осъществява по орален път, като е по-често срещана в бедни райони с лоша хигиена и ограничен достъп до антибиотици.